# Ińsko (gmina)
Ińsko est une gmina mixte du powiat de Stargard, Poméranie occidentale, dans le nord-ouest de la Pologne. Son siège est la ville d'Ińsko, qui se situe environ 37 km à l'est de Stargard Szczeciński et 65 km à l'est de la capitale régionale Szczecin.
La gmina couvre une superficie de 151,01 km2 pour une population de 3 472 habitants en 2016.

## Géographie
Outre la ville de Ińsko, la gmina inclut les villages de Ciemnik, Czertyń, Dolnik, Granica, Gronówko, Kanice, Kleszcze, Linówko, Miałka, Nierybno, Powalice, Ścienne, Storkowo, Studnica, Waliszewo et Wierzchucice.
La gmina borde les gminy de Chociwel, Dobrzany, Drawsko Pomorskie, Kalisz Pomorski, Recz et Węgorzyno.